# Киноспекуляции
«Киноспекуляции», «Спекуляции о кино», «Разговоры о кино» (англ. Cinema Speculation) — книга американского режиссёра Квентина Тарантино, опубликованная 1 ноября 2022 года. В ней автор рассказывает о фильмах 1970-х годов, которые существенно повлияли на него в детстве. Отдельные главы посвящены фильмам «Буллит», «Грязный Гарри», «Избавление», «Команда», «Таксист» важное место в повествовании занимает фильм Сэма Пекинпа «Побег». По данным издательства, выпускающего книгу, она представляет собой сочетание «кинокритики, теории кино, мастерства репортажа и прекрасной личной истории».
«Киноспекуляции» планировалось выпустить в США 25 октября 2022 года. Книга поступила в продажу 1 ноября 2022 года и стала второй книгой Тарантино (первая, роман «Однажды в Голливуде», была опубликована в 2021 году).
В издательстве Harper книгу назвали ещё до публикации «столь же интеллектуально строгой и проницательной, сколько веселой и занимательной», презентующей «редкий взгляд на кино, который возможен только у одного из величайших практиков этого вида искусства». Обозреватель «Кинопоиска» охарактеризовал «Киноспекуляции» как «одновременно и проницательную кинокритику, и веселую историю кино, и задорную колонку светской хроники давно ушедшей эпохи, и откровенную зрительскую автобиографию».